# Friedrich Kauffmann (Philologe)
Friedrich Kauffmann (* 14. September 1863 in Stuttgart; † 14. Juli 1941 in Berlin) war ein deutscher germanistischer und skandinavistischer Mediävist und Linguist. Kauffmann war Lehrstuhlinhaber für Deutsche Philologie an der Christian-Albrechts-Universität zu Kiel.

## Leben
Kauffmann studierte ab 1881 an der Eberhard Karls Universität Tübingen bei Alfred von Gutschmid und Erwin Rohde zunächst Klassische Philologie, wandte sich 1883 unter Einfluss von Eduard Sievers der deutschen Philologie beziehungsweise der Philologie der germanischen Sprachen zu. 1886 erfolgte in diesem Fach die Promotion mit einer Arbeit zur „Rhythmik des Heliand“. In der Promotionszeit hörte er in Freiburg bei Hermann Paul, der ihn wissenschaftlich nachhaltig geprägt hat. Während seines Studiums wurde er 1881 Mitglied der Verbindung Normannia Tübingen (seit 1934 Burschenschaft Normannia Tübingen).
Von 1886 bis 1888 trat er in Marburg eine Hilfsstelle am „Deutschen Sprachatlas“ unter Georg Wenkers an und widmete sich der Mundartforschung. In dieser Zeit erfolgte dort 1887 seine Habilitation mit einer Arbeit zum „Vokalismus der schwäbischen mundart im Mittelalter und in der Neuzeit“. 1891 unternahm er eine Studienreise, die Dänemark und weitere skandinavische Länder umfasste. 1892 wurde Kauffmann auf eine außerordentliche Professur in Halle berufen und folgte dem Ruf zu einer ordentlichen Professur nach Jena. 1895 erhielt er den Ruf auf den Lehrstuhl in Kiel. 1904–1905 war er Rektor der Universität. 1928 wurde er emeritiert.
Kauffmann forschte und lehrte über die gesamte Breite des Fachs von der Metrik und geschichtlichen Entwicklung der germanischen Literaturen. Intensiv widmete er sich der Gotischen Sprache und Literatur. Bereits 1888 veröffentlichte er eine Monographie der „Deutschen Grammatik“. Weiters forschte er zur „Germanischen Altertumskunde“ und Germanischen Mythologie- und Religionsgeschichte, zu denen er neben gesonderten Einzelabhandlungen größere Zusammenschauen veröffentlichte wie 1890 seine „Deutsche Mythologie“ (Sammlung Göschen), 1891 die „Mythologische Zeugnisse aus den römischen Inschriften“  und letztlich sein altertumskundliches Hauptwerk die 1913 und 1923 veröffentlichte zweibändige „Deutsche Altertumskunde“. Kauffmann sah diesen Bereich der Altertumskunde in Grimmscher Tradition interdisziplinär und verband die Philologie mit der Geschichtswissenschaft und besonders der Archäologie. Er regte unter anderem dazu an, dass die magazinierten Fundinventare des damaligen „Vaterländischen Museum Kiel“ und heutigen Schleswig-Holsteinischen Landesmuseum gezielt nach aussagekräftigen Materialien untersucht wurden. Durch seine Anregung zur staatlichen Sicherstellung des Geländes des Danewerks bei Schleswig legte er den Grund für die später folgende Ergrabung Haithabus.
Kauffmann war der Vater des Kunsthistorikers Hans Kauffmann, Großvater des Kunsthistorikers Georg Kauffmann und Urgroßvater des Politikwissenschaftlers Clemens Kauffmann.